# Kogaionon
Kogaionon es un género de mamífero del Cretácico Superior rumano que vivió en Transilvania, a la vez que algunos de los últimos dinosaurios, y que pertenecía al orden extinto de los Multituberculata. Entra dentro del suborden Cimolodonta y la familia Kogaionidae. El género Kogaionon recibió su nombre a manos de Rădulescu R. y Samson P. en 1996 y debe el mismo a la montaña sagrada de los antiguos dacios.
Este género es conocido gracias a una especie, Kogaionon ungureanui, cuyo fósil se encontró en la formación Sânpetru de la isla de Hațeg en Rumania. Basándose en un muy bien conservado cráneo casi completo se dedujo que se trataba de un micromamífero. El nombre de dicha especie es en honor al geólogo Costin Ungureanu, quien encontró el fósil.